# Cardiopteridaceae
Cardiopteridaceae, biljna poroodica iz reda Aquifoliales, kojoj pripada 42 vrste unutar šest rodova. Rod Cardiopteris po kojem je porodica dobila ime raširen je po jugoistočnoj Aziji a zastupljen je od dvije vrste.
Cardiopteridaceae uključuje rodove od kojih je najveći rod Citronella, koji ima 21 vrstu i ranije je bio uključen u Icacinaceae. Ovaj rod nije povezan s citronelom koja se koristi kao sastojak u nekim repelentima za insekte.

## Opis
Grmlje ili malo drveće. Stipula 0. Lišće naizmjenično, cijelo. Cvjetovi dvospolni ili jednospolni, aktinomorfni. Čašičnih listića 5, pri dnu sjedinjenih. Latica 5, sjedinjenih najmanje pri dnu, obično s refleksnim vrhovima. Ovarij gornji, 1-lokularni; plodnice 2. Plod koštunica. 

## Rodovi
1. Citronella D.Don (21 spp.)
2. Gonocaryum Miq. (11 spp.)
3. Pseudobotrys Moeser (2 spp.)
4. Cardiopteris Wall. ex Blume (2 spp.)
5. Leptaulus Benth. (6 spp.)